# Bandera de les Maldives
La bandera de les Maldives va ser adoptada el 25 de juliol del 1963.